# Argosy (журнал)
Argosy (позже выходил под названиями The Argosy и Argosy All-Story Weekly) — американский pulp-журнал, основанный Фрэнком Манси и выпускавшийся в период с 1882 по 1978 год. Считается первым американским pulp-журналом. Изначально издание возникло как детский еженедельный «журнал историй», выходивший под названием Golden Argosy.

## ОснованиеGolden Argosy

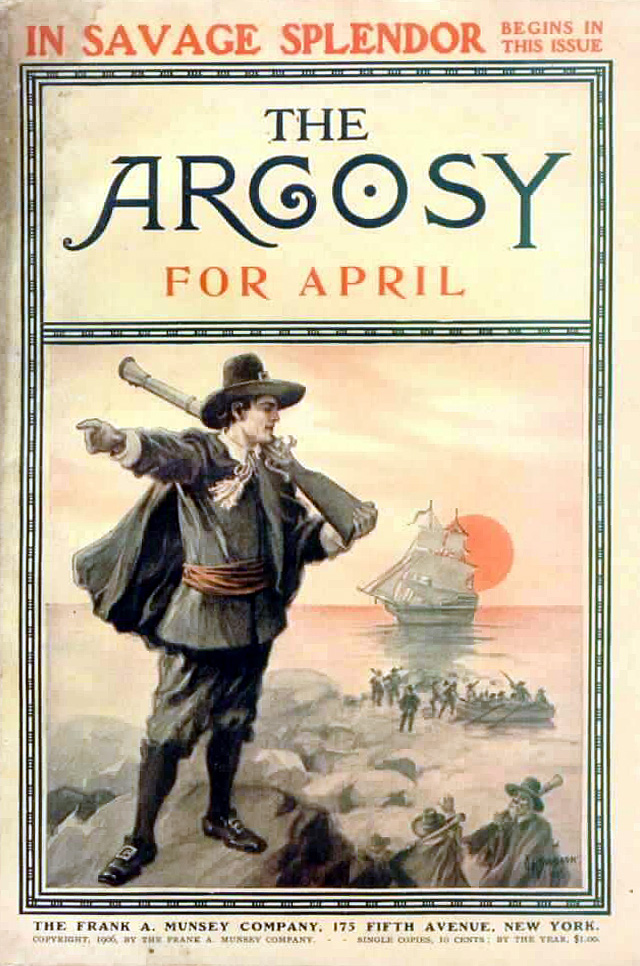
Обложка номера за апрель 1906 года.

В конце сентября 1882 года Фрэнк Манси переехал в Нью-Йорк, чтобы начать выпуск Argosy, вступив в партнёрство со своим другом, уже жившим в Нью-Йорке и работавшим в издательской индустрии, и с биржевым маклером из города Августа, штат Мэн, предыдущего места жительства Манси. Mанси вложил в покупку историй для журнала большую часть имевшихся у него денег — около 500 долларов.
Только оказавшись в Нью-Йорке, биржевой маклер сразу отошёл от участия в журнале, и Манси после этого решил освободить от участия в нём и своего нью-йоркского друга, поскольку из-за недостаточного финансирования дело казалось ему безнадёжным. Манси затем продал этот журнал нью-йоркскому издателю и сумел убедить его издавать журнал и нанять самого Манси в качестве редактора.
Первый номер был выпущен 2 декабря 1882 года (датой стояло 9 декабря 1882 года, — обычная практика для того времени), с этого момента журнал стал выходить еженедельно. В первом номере было восемь страниц, он стоил пять центов и включал первые части «историй с продолжением» Горацио Элджера-младшего и Эдварда Сильвестра Эллиса.
Другими авторами, связанными с Argosy с первых дней его существования, были Энни Эшмур, Кэмпбелл, Гарри Кэстлмон, Фрэнк Конверс, Джордж Кумер, Мэри Денисон, Малкольм Дуглас, полковник Эллис, Харбор, Лоуэлл, Оливер Оптик (Уильям Тэйлор Адамс), Ричард Х. Титерингтон, Эдгар Уоррен и Мэтью Уайт-младший, который впоследствии стал редактором Argosy и находился на этой должности с 1886 по 1928 год.
Через пять месяцев после выпуска первого номера издатель обанкротился, вследствие чего началось внешнее управление, одна из процедур банкротства. Разместив иск о невыплате ему заработной платы, Манси удалось взять журнал под свой контроль. Финансовая ситуация была, однако, очень нестабильной; подписки на номера, которые должны были быть выпущены, оказались уже проданы, но у Манси почти не было денег, а кредит на печатное и прочее необходимое оборудование получить было негде. Манси занял 300 долларов у своего друга в штате Мэн и попытался перебиться с ними, управляя журналом, поскольку знал основы издательского дела.
Манси понял, что ориентация журнала на детей была ошибкой, так как они не сохраняли подписку на издание в течение длительного времени, ибо вырастали из той возрастной аудитории, на которую он был рассчитан. Кроме того, у детей не было большого количества денег на покупки, что ограничивало количество рекламодателей, заинтересованных в достижении информации об их товаре через рекламу в журнале.

## Переход к публикации pulp-историй
В декабре 1888 года название журнала было изменено на The Argosy. С апреля 1894 года новый номер стал выходить раз в месяц, выходя до этого раз в неделю, и с этого же времени в тематике журнала произошёл сдвиг в сторону pulp-историй. Первый номер, содержавший исключительно pulp-истории, вышел в свет в 1896 году. В таком виде (содержа только pulp-истории) Argosy стал фактически первым из журналов нового жанра и считается «пионером» среди pulp-журналов.
Номера журнала вновь стали выходить раз в неделю с октября 1917 года. В январе 1919 года журнал Argosy был объединён с журналом Railroad Man’s Magazine и на короткий период времени стал известен под названием Argosy and Railroad Man’s Magazine.
До Первой мировой войны в Argosy были опубликованы произведения нескольких заметных писателей, в том числе Эптона Синклера, Зейна Грея, Альберта Пайсона Терхьюна, Гертруды Бэрроус Беннетт (под псевдонимом Фрэнсис Стивенс) и бывшего «бульварного» романиста Уильяма Уоллеса Кука.

## All-Story

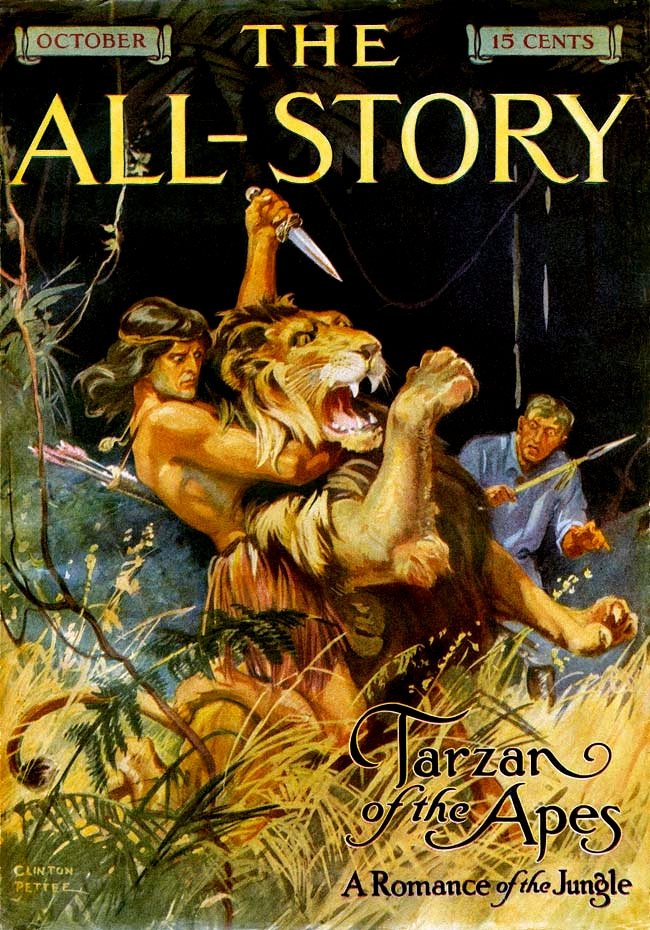
Обложка номера за октябрь 1912 года, в котором впервые появился персонаж Тарзан.

Журнал All-Story был другим pulp-изданием, выпускавшимся Манси. Появившись в январе 1905 года, он выходил раз в месяц на протяжении одиннадцати лет. Последующий переход к еженедельному изданию привёл к изменению названия на All-Story Weekly. В итоге этот журнал был объединён с Cavalier, после чего стал известен под названием All-Story Cavaler Weekly, пока его название не было изменено на прежнее. Среди редакторов All-Story были Ньюэлл Меткалф и Роберт Дэвис.
В журнале All-Story были впервые опубликованы произведения Эдгара Райса Берроуза, начиная с «Под лунами Марса», небольшого рассказа, позже расширенного последовательными продолжениями, которые в итоге были объединены в романы «Принцесса Марса» и более поздний «Боги Марса». В числе других авторов All-Story были авторы детективных романов Рекс Стаут и Мэри Робертс Райнхарт, авторы историй-вестернов Макс Брэнд и Рэймонд Спирс и авторы произведений в жанре литературы ужасов и научной фантастики Тод Роббинс, Абрахам Меррит, Перли Пур Шидан и Чарльз Стилсон.
В 2006 году экземпляр номера журнала All-Story Magazine за октябрь 1912 года, в котором состоялось первое (где бы то ни было) появление персонажа Тарзана, был продан за 59750 долларов на аукционе, проводимом Heritage Auctions в Далласе.

## Argosy All-Story Weekly
В 1920 году журнал All-Story Weekly был объединён с The Argosy, в результате чего появился фактически новый журнал, Argosy All-Story Weekly, в котором печатались произведения разных литературных жанров, в том числе научная фантастика и вестерны. На страницах журнала появились некоторые из произведений Эдгара Райса Берроуза о Тарзане и Джоне Картере; среди других писателей-фантастов, чьи произведения публиковались в журнале, были Ральф Милн Фарли, Рэй Каммингс, Отис Эдельберт Кляйн и Абрахам Мерритт.
В 1922 году Argosy упустил шанс дать старт карьере Эдварда Смита. Боб Дэвис, бывший тогда редактором Argosy, отверг рукопись романа The Skylark of Space, отметив в письме к Смиту, что лично ему роман понравился, но являлся, по его мнению, «слишком далёким» от вкусов читательской аудитории журнала. Это «письмо с обнадёживающим отказом» мотивировало Смита предпринять дальнейшие попытки, благодаря которым его роман был в итоге опубликован в Amazing Stories.
В Argosy был опубликован ряд приключенческих произведений авторства Джонстона МакКалли (включая истории о Зорро), Сесила Форестера (автора произведений о морских приключениях), Теодора Роскоу (рассказы о Французском Иностранном легионе), Льюиса Патрика Грина (который специализировался на историях об Африке) и истории Джорджа Вортса о Петере Брэзене, американском радисте, который с приключениями путешествовал по Китаю. Генри Бедфорд-Джонс написал для Argosy ряд исторических «сорвиголовных» рассказов о приключениях ирландского солдата Дениса Бёрка. Борден Чейз публиковал в Argosy рассказы на криминальную тематику. На страницах номеров Argosy также печатались два юмористических детективно-приключенческих фельетона авторства Лестера Дейта. Более серьёзные детективные истории, публикуемые в журнале, принадлежали авторству Корнелла Вулрича, Норберта Дэвиса и Фреда МакАйзека.
Истории в стиле вестернов для журнала писали Макс Брэнд, Кларенс Малфорд, Уолт Коберн, Чарльз Элден Зельцер и Том Карри. Среди других авторов, которые регулярно сотрудничали с журналом, были Эллис Паркер Батлер, Хью Пендекстер, Роберт Говард, Гордон МакКриг и Гарри Стивен Килер. Известный персонаж вестернов Брэнда доктор Килдэр впервые появился в этом журнале в 1938 году.
Обложки номеров Argosy оформлялись несколькими известными журнальными иллюстраторами, в том числе Эдгаром Франклином Уиттмаком, Модестом Штайном и Робертом Грэфом.
В ноябре 1941 года журнал стал выходить раз в две недели, с июля 1942 года — раз в месяц. Наиболее значительные изменения произошли в сентябре 1943 года, когда журнал не только перешёл с мягкой на твёрдую бумагу, но и начал смещать свою тематику от исключительно pulp-историй. В течение следующих нескольких лет количество произведений подобного рода, публикуемых в нём, становилось всё меньше (хотя иногда там по-прежнему печатались произведения видных новеллистов, таких как Пэлем Вудхауз), а материал расширялся в сторону тематики так называемого «мужского журнала». В итоге он стал ассоциироваться с «мужскими» приключенческими историями pulp-жанра «истинных» историй, со сражениями с дикими животными или военными конфликтами, статьями Эрла Стэнли Гарднера из серии The Court of Last Resort, а позже стал считаться эротическим мужским журналом. Последний номер оригинального журнала был выпущен в ноябре 1978 года.

## Возрождение
С 1990 по 1994 год журнал вновь выходил в свет, будучи на короткое время возрождён. В течение этого периода времени было выпущено только пять номеров, выходивших нерегулярно. Ежеквартальный выход вновь возрождённого журнала на твёрдой бумаге начался в 2004 году. Затем в издании на короткое время наступил перерыв, прежде чем публикация в 2005 году была возобновлена под названием Argosy Quarterly, начав выходить под редакцией Джеймса Оуэна. Внимание этой версии журнала фокусировалось на новой, оригинальной художественной литературе. В этом виде журнал выходил только до 2006 года. С декабря 2013 года Argosy был возрождён вновь, но уже как исключительно цифровое издание с акцентом на pulp-произведениях современных писателей.

## БританскийArgosy
Журнал British Argosy (также известный как Argosy) был основан Александером Страханом в 1865 году, а затем находился в собственности и выходил под редакцией Эллен Вуд. Он просуществовал до 1901 года.
Поздний British Argosy представлял собой журнал с короткими историями, выходил в мягкой обложке и ориентировался в основном на перепечатки; он выпускался с 1926 по 1974 год, с историями и фельетонами от различных авторов и страницами-вставками с преподносимыми как забавные цитатами, отрывками и карикатурами. В качестве выпускающего редактора в этом журнале с 1955 по 1960 год работала Джоан Эйкен. В числе писателей, чьи материалы публиковались в British Argosy, были лорд Дансени, Рэй Брэдбери и Герберт Эрнест Бейтс.